# Дементьев, Николай Иванович (разведчик)
Николай Иванович Дементьев (18 февраля 1924, дер. Дуново, Костромская область (ныне — Нерехтского района Костромской области) — 28 марта 2017, Рыбинск, Ярославская область) — участник Великой Отечественной войны, старший сержант, полный кавалер Ордена Славы.

## Биография
Родился в крестьянской семье Русский. Образование начальное. Работал в своей деревне прицепщиком, а в 12 лет сел за руль трактора.
В Красной Армии и в боях Великой Отечественной войны с октября 1942. В боях под Синявином был дважды ранен.
Помощник командира взвода 893-го стрелкового полка 196-й стрелковой дивизии (42-я армия, Ленинградский фронт) сержант Дементьев 5-7 марта 1944 года в боях близ села Жидилов Бор, в 15 км северо-западнее Пскова, заменил раненого командира взвода, успешно атаковал с бойцами противника. 25 марта 1944 года награждён орденом Славы 3 степени.
Командир разведывательного отделения тех же полка и дивизии (54-я армия, 3-й Прибалтийский фронт) старший сержант Дементьев 23 августа 1944 года подобрался к переднему краю обороны противника у населённого пункта Мынистэ, в 75 км южнее Тарту, и выявил его огневые средства, которые были затем уничтожены полковой артиллерией. 3 сентября 1944 года награждён медалью «За отвагу», 17 января 1977 года перенаграждён орденом Славы 2 степени.
В бою 16 сентября 1944 года в том же составе (67-я армия) в районе населённых пунктов Коркюля, Тырва, к 60 км юго-западнее Тарту, проник в тыл противника и захватил повозку с продовольствием вместе с ездовым. 24 марта 1945 награждён орденом Славы 1 степени.
Награждён также орденом Отечественной войны I степени, медалями.
После демобилизации в 1947 году и до конца жизни проживал в городе Рыбинск Ярославской области. Работал на полиграфзаводе, машинистом экскаватора на кабельном заводе, механиком и бульдозеристом на заводе гидромеханизации.
На момент смерти являлся последним полным кавалером боевых орденов Славы в Ярославской области.

## Память
- Его имя носит школа № 15 города Рыбинска.
- Ему установлена мемориальная доска на улице Больничной на доме, в котором он жил.

## Награды и звания
За боевые успехи был удостоен:
- Орден Славы I степени (24.03.1945)
- Орден Славы II степени (17.01.1945)
- Орден Славы III степени (25.03.1944)
- орден Отечественной войны I степени
- другие медали.